# Тібава
Тібава (словац. Tibava) — село в Словаччині в районі Собранці Кошицького краю. Село розташоване на висоті 129 м над рівнем моря. Населення — 530 чол. Вперше згадується в 1282 році. В селі є бібліотека, спортивний зал та футбольне поле.

## Географія
Протікають Заградний канал і Брезницький потік.

## Населення
| Рік:            | 1994. | 2004.   | 2014.   | 2024.   |
| --------------- | ----- | ------- | ------- | ------- |
| Кількість осіб: | 523   | 529     | 555     | 534     |
| Різниця:        |       | +1,14 % | +4,91 % | -3,78 % |

| Рік:            | 2023. | 2024.   |
| --------------- | ----- | ------- |
| Кількість осіб: | 539   | 534     |
| Різниця:        |       | -0,92 % |